# Raymond Despiau
Pas d'image ? Cliquez ici
Raymond Despiau, né le 20 janvier 1935 à Bagnères-de-Bigorre, mort le 6 octobre 2013 aux Collegats, La Pobla de Segur (Lérida, Espagne), est un pyrénéiste et alpiniste français.

## Biographie
Raymond Despiau est reconnu comme un des grands grimpeurs du milieu du XXe siècle. Au cours de ses études à Paris, en 1956, il pratique l’escalade à Fontainebleau. L’année suivante, il aborde la haute montagne dans les Alpes et réalise des grandes courses comme les aiguilles d’Argentière. En 1959 il revient à Bagnères-de-Bigorre et travaille en tant que technicien au pic du Midi de Bigorre.
Il est un des premiers à pratiquer l’escalade artificielle dans les Pyrénées, souvent avec des moyens de fortune. De 1963 à 1967, il équipe la voie du spigolo d’Ansabère. En 1964, avec Jean-Louis Ferrané, il ouvre la voie sud-ouest du petit pic d’Ansabère.
Il réalise des ascensions de premier ordre dans les Alpes (face nord de l’Eiger, pilier Bonatti des Drus, directe de la Cima Canali dans les Dolomites), mais aussi dans le Caucase et le Hoggar.
En 1978, il fait partie de l’expédition à l’Everest dirigée par Pierre Mazeaud.

## Principales ascensions
- Les 5 et 6 octobre 1957, il réussit la première de la face est de la grande aiguille d'Ansabère, avec Patrice de Bellefon , Claude Dufourmantelle et Jean Ravier.
- Les 22 et 23 août 1967, avec Patrice de Bellefon, il réalise le premier parcours intégral du spigolo de la petite aiguille d’Ansabère.